# Felinia turbata
Felinia turbata är en fjärilsart som beskrevs av Walker 1858. Felinia turbata ingår i släktet Felinia och familjen nattflyn. Inga underarter finns listade i Catalogue of Life.